# رالف آر. پاروه
رالف آر. پاروه (استونیایی: Ralf R. Parve; ۶ مهٔ ۱۹۴۶ – ۶ فوریهٔ ۲۰۰۸) مجری رادیو، سیاستمدار و نماینده مجلس اهل استونی بود.